# Щапово
Ща́пово (каз. Щапово) — село у складі Байтерецького району Західноказахстанської області Казахстану. Адміністративний центр Щаповського сільського округу.
У радянські часи село називалось Щапов.
Населення — 1723 особи (2021; 1205 у 2009, 986 у 1999, 1242 у 1989).